# Bestemming X (Nederland)
Bestemming X is een Nederlands televisieprogramma uit 2024 dat uitgezonden wordt door RTL 4 en gebaseerd is op het gelijknamige Vlaamse programma. De presentatie is in handen van Nasrdin Dchar. Tijdens een avontuurlijk bedoelde roadtrip  door Europa moeten tien deelnemers tips verzamelen over hun locatie, waarbij ze de werkelijkheid van misleiding moeten onderscheiden. Ze zitten hierbij in een volledig geblindeerde bus en mogen alleen uitstappen om opdrachten te doen. Elke aflevering schatten de deelnemers in waar ze zich bevinden. Dit doen ze door hun X op een landkaart te zetten. De deelnemer van wie die inschatting het verst van de daadwerkelijke locatie is, moet het spel verlaten.
De uiteindelijke winnaar gaat naar huis met 25.000 euro. Kijkers kunnen elke week zelf mee op zoek gaan naar de eindlocatie van elke aflevering en naar de uiteindelijke 'Bestemming X' via de website van RTL. De weekwinnaar maakt telkens kans op vijftig euro. Wie week na week het dichtst bij de locatie zit, wint 10.000 euro.

## Seizoensoverzicht
| Seizoen | Uitzendtijden                                                                  | Aantal afleveringen | Start seizoen | Start seizoen | Einde seizoen | Einde seizoen | Gemiddelde kijkcijfers |
| Seizoen | Uitzendtijden                                                                  | Aantal afleveringen | Datum         | Kijkcijfers   | Datum         | Kijkcijfers   | Gemiddelde kijkcijfers |
| ------- | ------------------------------------------------------------------------------ | ------------------- | ------------- | ------------- | ------------- | ------------- | ---------------------- |
| 1       | Vrijdag 20:00 – 21:45 uur (t/m afl. 4) Vrijdag 20:35 – 22:20 uur (v.a. afl. 5) | 9                   | 10 mei 2024   | 935.000       | 5 juli 2024   | 667.000       | 759.111                |

### Seizoen 1
Het eerste seizoen werd gewonnen door Julia, zij bereikte als eerste de vulkaan Vesuvius en won daardoor 25.000 euro. In de finale kreeg zij de hulp van oud-kandidaat Danique in de strijd tegen Roy die hulp kreeg van Adela. Direct na de laatste aflevering werd Bestemming X: De reünie uitgezonden waarin de kandidaten terugblikten op het seizoen.
| Aflevering | Uitzenddatum | Bestemming | Afvaller   | Kijkcijfers |
| ---------- | ------------ | ---------- | ---------- | ----------- |
| 1          | 10 mei 2024  | Berlijn    | Anke       | 935.000     |
| 2          | 17 mei 2024  | Praag      | Mark       | 920.000     |
| 3          | 24 mei 2024  | Spielberg  | Mohamed    | 868.000     |
| 4          | 31 mei 2024  | Ljubljana  | Andy, Dirk | 806.000     |
| 5          | 7 juni 2024  | Venetië    | Marion     | 792.000     |
| 6          | 14 juni 2024 | Dubrovnik  | Sebastiaan | 637.000     |
| 7          | 21 juni 2024 | Perast     | Adela      | 526.000     |
| 8          | 28 juni 2024 | Tirana     | Danique    | 681.000     |
| 9          | 5 juli 2024  | Vesuvius   | Roy        | 667.000     |
| Reünie     | 5 juli 2024  | n.v.t.     | n.v.t.     | 379.000     |

### Seizoen 2
Op MIPCOM Cannes in oktober 2024, een jaarlijkse vakbeurs voor de televisie-industrie, werd een tweede seizoen bevestigd.